# صندوق الغربي باسواد (المحفد)
صندوق الغربي باسواد هي إحدى قرى عزلة المحفد بمديرية المحفد التابعة لمحافظة أبين، بلغ تعداد سكانها 284 نسمة حسب تعداد اليمن لعام 2004.